# John Y. Brown senior

John Y. Brown bei einer Anhörung vor einer Grand Jury im April 1937

John Young Brown (* 1. Februar 1900 bei Geigers Lake, Union County, Kentucky; † 16. Juni 1985 in Louisville, Kentucky) war ein US-amerikanischer Politiker. Zwischen 1933 und 1935 vertrat er den Bundesstaat Kentucky im US-Repräsentantenhaus.

## Werdegang
John Brown besuchte die öffentlichen Schulen seiner Heimat und danach die High School in Sturgis. Im Jahr 1921 absolvierte er das Centre College in Danville. Nach einem anschließenden Jurastudium an der University of Kentucky in Lexington und seiner 1926 erfolgten Zulassung als Rechtsanwalt begann er in Lexington in diesem Beruf zu arbeiten. Außerdem wurde er in der Landwirtschaft tätig.
Politisch war Brown Mitglied der Demokratischen Partei. In den Jahren 1930 bis 1932 saß er als Abgeordneter im Repräsentantenhaus von Kentucky; 1932 war er Präsident dieser Kammer. Bei den Kongresswahlen des Jahres 1932 wurde er im neunten Wahlbezirk von Kentucky in das US-Repräsentantenhaus in Washington, D.C. gewählt. Dort trat er am 4. März 1933 die Nachfolge von Fred M. Vinson an. Da er für die Wahlen des Jahres 1934 von seiner Partei nicht mehr nominiert wurde, konnte er bis zum 3. Januar 1935 nur eine Legislaturperiode im Kongress absolvieren. In dieser Zeit wurde durch den 21. Verfassungszusatz das Prohibitionsgesetz aus dem Jahr 1919 wieder aufgehoben. Außerdem trat in dieser Zeit die neue Regelung in Kraft, nach der die Legislaturperioden des Kongresses jeweils am 3. Januar nach der Wahl beginnen.
Nach seinem Ausscheiden aus dem US-Repräsentantenhaus setzte Brown seine juristische Tätigkeit fort. Außerdem blieb er politisch aktiv. Im Jahr 1939 bewarb er sich erfolglos um die Nominierung seiner Partei für die Gouverneurswahlen in Kentucky. In den Jahren 1936 und 1948 war er Delegierter zu den Democratic National Conventions, auf denen die Präsidenten Franklin D. Roosevelt und später Harry S. Truman jeweils für eine weitere Amtszeit nominiert wurden. Zwischen 1936 und 1966 kandidierte Brown mehrfach erfolglos für den US-Senat bzw. für die Nominierung seiner Partei für dieses Gremium. In den 1950er und 1960er Jahren war Brown mehrfach Abgeordneter im Staatsparlament. Dort galt er als einer der effektivsten Abgeordneten. Er unterstützte die Einführung der Mehrwertsteuer und die Durchführung des Bürgerrechtsgesetzes.
John Brown war mit Dorothy Inman Brown verheiratet. Das Paar hatte fünf Kinder, darunter den Sohn John, der zwischen 1979 und 1983 Gouverneur von Kentucky war. Er starb am 16. Juni 1985 in einem Krankenhaus in Louisville an den Folgen eines Autounfalls, den er im Dezember 1984 erlitten hatte; seitdem war er von der Taille abwärts gelähmt gewesen.